# Robert Carmody
Robert John "Bob" Carmody, född 4 september 1938 i Brooklyn i New York, död 27 oktober 1967 i Saigon, var en amerikansk boxare.
Carmody blev olympisk bronsmedaljör i flugvikt i boxning vid sommarspelen 1964 i Tokyo.